# René Faublée
 (avril 2025).
Motif : Sources attestant de la notoriété ?
- Archive Wikiwix
- Bing
- Cairn
- DuckDuckGo
- E. Universalis
- Gallica
- Google
- G. Books
- G. News
- G. Scholar
- Persée
- Qwant
- (zh) Baidu
- (ru) Yandex
- (wd) trouver des œuvres sur Wikidata

| 1. | Préciser le motif de la pose du bandeau. | Précisez le motif de la pose du bandeau en utilisant la syntaxe suivante : {{admissibilité à vérifier\|date=juin 2025\|motif=remplacez ce texte par le motif}}                    |
| 2. | Informer les utilisateurs concernés.     | Pensez à avertir le créateur de l'article, par exemple, en insérant le code ci-dessous sur sa page de discussion : {{subst:avertissement admissibilité à vérifier\|René Faublée}} |

 (avril 2025).
La mise en forme du texte ne suit pas les recommandations de Wikipédia : il faut le « wikifier ».
Les points d'amélioration suivants sont les cas les plus fréquents :
- Les titres sont pré-formatés par le logiciel. Ils ne sont ni en capitales, ni en gras.
- Le texte ne doit pas être écrit en capitales (les noms de famille non plus), ni en gras, ni en italique, ni en « petit »…
- Le gras n'est utilisé que pour surligner le titre de l'article dans l'introduction, une seule fois.
- L'italique est rarement utilisé : mots en langue étrangère, titres d'œuvres, noms de bateaux, etc.
- Les citations ne sont pas en italique mais en corps de texte normal. Elles sont entourées par des guillemets français : « et ».
- Les listes à puces sont à éviter, des paragraphes rédigés étant largement préférés. Les tableaux sont à réserver à la présentation de données structurées (résultats, etc.).
- Les appels de note de bas de page (petits chiffres en exposant, introduits par l'outil «  Source ») sont à placer entre la fin de phrase et le point final[comme ça].
- Les liens internes (vers d'autres articles de Wikipédia) sont à choisir avec parcimonie. Créez des liens vers des articles approfondissant le sujet. Les termes génériques sans rapport avec le sujet sont à éviter, ainsi que les répétitions de liens vers un même terme.
- Les liens externes sont à placer uniquement dans une section « Liens externes », à la fin de l'article. Ces liens sont à choisir avec parcimonie suivant les règles définies. Si un lien sert de source à l'article, son insertion dans le texte est à faire par les notes de bas de page.
- La présentation des références doit suivre les conventions bibliographiques. Il est recommandé d'utiliser les modèles {{Ouvrage}}, {{Chapitre}}, {{Article}}, {{Lien web}} et/ou {{Bibliographie}}. Le mode d'édition visuel peut mettre en forme automatiquement les références.
- Insérer une infobox (cadre d'informations à droite) n'est pas obligatoire pour parachever la mise en page.

Pour une aide détaillée, merci de consulter Aide:Wikification.
Si vous pensez que ces points ont été résolus, vous pouvez retirer ce bandeau et améliorer la mise en forme d'un autre article.
 (avril 2025).
René Faublée (Saint-Quentin, 6 mai 1906 - Paris, 28 mars 1991) est un architecte et designer français, reconnu pour ses contributions à l'architecture de montagne en Haute-Savoie ainsi que pour la conception de la Maison du Peuple à Ouagadougou, un exemple marquant du modernisme africain.

## Biographie
Formé à l'École des Beaux-Arts de Paris, René Faublée est l'élève de l'architecte Henri-Jacques Le Même, pionnier de l'architecture alpine moderne. En 1942, il s'installe à Morzine, en Haute-Savoie, où il ouvre son cabinet d'architecture. Il collabore également avec un architecte parisien, François Saulnier, dans le cadre de plusieurs projets en région parisienne.

## Œuvres majeures

### Architecture alpine
Faublée est un acteur clé du développement des stations de sports d'hiver dans les Alpes françaises. Il conçoit de nombreux chalets et bâtiments publics caractérisés par des structures triangulaires et des toits à un pan, adaptés aux conditions climatiques montagnardes. 
Parmi ses réalisations notables :
- Le Chalet Sol i Neu à Morzine (1937–1938), construit pour l'ingénieur catalan François Salsas Serra. Ce chalet est inscrit au titre des monuments historiques depuis 2018[2].
- La Chapelle Notre-Dame-des-Prisonniers à Avoriaz (1958), conçue en mémoire de 25 jeunes Morzinois faits prisonniers durant la Seconde Guerre mondiale. L'édifice adopte un plan triangulaire, avec une charpente apparente imposante.

### Design de mobilier
Dans les années 1950, Faublée conçoit du mobilier rustique en pin, destiné à l'aménagement de chalets. Ses chaises et fauteuils, au design épuré et massif, sont aujourd'hui prisés par les collectionneurs pour leur esthétique montagnarde et leur rareté.

### La Maison du Peuple de Ouagadougou
En 1965, Faublée conçoit la Maison du Peuple à Ouagadougou (Burkina Faso), salle de spectacles de 2 500 places. Ce bâtiment emblématique du modernisme africain conjugue influences brutalistes et architecture vernaculaire. Il a été inscrit en 2022 sur la liste du World Monuments Watch (en) en raison de son état de dégradation avancé.

## Héritage
L'œuvre de René Faublée témoigne d'une approche innovante de l'architecture alliant modernité et traditions locales. L'utilisation de vitraux de grands créateurs du XXe siècle est caractéristique de son architecture. Plusieurs de ses réalisations sont aujourd'hui protégées au titre du patrimoine du XXe siècle.